# Steningsträsket
Steningsträsket är en sjö i Norsjö kommun i Västerbotten och ingår i Skellefteälvens huvudavrinningsområde. Sjön har en area på 0,969 kvadratkilometer och ligger 258,4 meter över havet. Sjön avvattnas av vattendraget Kvarnbäcken.

## Delavrinningsområde
Steningsträsket ingår i det delavrinningsområde (719544-170443) som SMHI kallar för Inloppet i Röjnoret. Medelhöjden är 272 meter över havet och ytan är 6,26 kvadratkilometer. Det finns inga avrinningsområden uppströms utan avrinningsområdet är högsta punkten. Kvarnbäcken som avvattnar avrinningsområdet har biflödesordning 3, vilket innebär att vattnet flödar genom totalt 3 vattendrag innan det når havet efter 108 kilometer. Avrinningsområdet består mestadels av skog (82 procent). Avrinningsområdet har 1,22 kvadratkilometer vattenytor vilket ger det en sjöprocent på 12,4 procent.